# Port de Luleå
Le port de Luleå (suédois : Luleå hamn, UN/LOCODE SELLA) est situé dans la ville de Luleå dans le comté de Norrbotten en Suède,. 
C'est le port commercial le plus septentrional de Suède. 

## Description

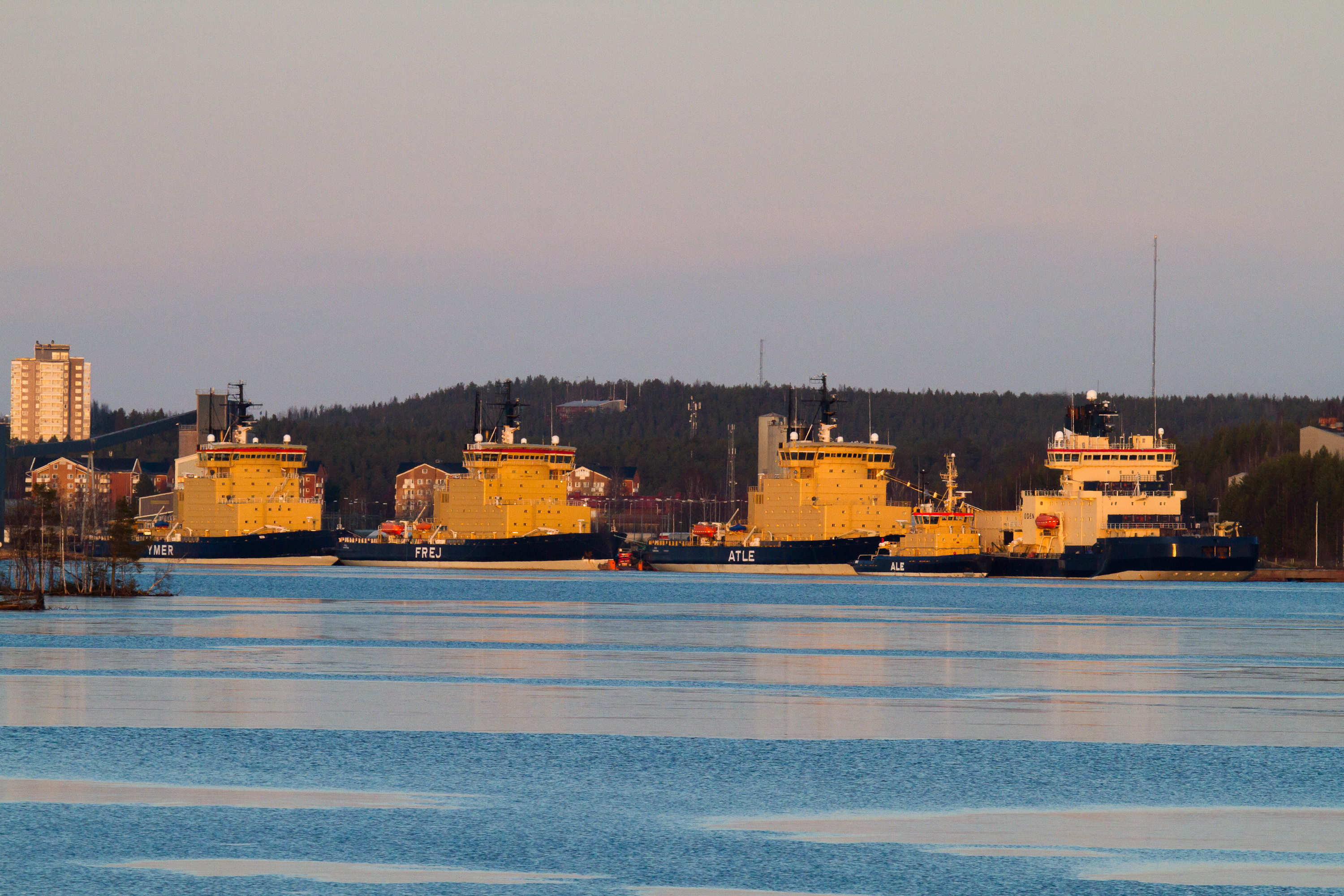
Brise-glaces dans le port de Luleå.

Le port de Luleå est un port de la mer Baltique. 
Bien que la mer gèle entre janvier et mai, la mer est ouverte et navigable toute l'année grâce aux brise-glaces et aux remorqueurs. 
Environ 600 cargos visitent le port chaque année. 
Le port est composé de terminaux, où sont chargés le pétrole, le ciment et les minéraux en vrac, ainsi que les produits industriels. 
Les terminaux du port sont:
- Sandskär
- Viktoria Terminal
- Strömörpiren
- Uddebo Energy Terminal
- Cementa
- Svartön Quay
- Södra hamn

C'est également la base des navires de croisière.
Le port compte 30 salariés, dont 13 travaillent sur les remorqueurs Viscaria, Valkyria et Victoria.

## Histoire
Le port de Luleå est géré par LKAB et il a été inauguré en 1996 à son emplacement actuel à l'extrémité de Svartölandet, dans l'est de Luleå. 
Avant cela, il était situé en contrebas de Svartöberget, entre Svartöstaden et Södra hamn.
L'ancien port minéralier est aujourd'hui le port d'attache des brise-glaces de l'État.
Les volumes de fret ont augmenté ces dernières années, par exemple avec les transports de minerai de fer des mines de LKAB par la voie ferrée Malmbanan ainsi que de Narvik en Norvège via l'embarcadère de Sandskär du port de Luleå. 
Une partie du minerai continue par voie maritime jusqu'à l'aciérie de Rautaruukki via le port de Raahe en Finlande.
Le port a engagé des travaux afin de quadrupler ses capacités et en faire le deuxième port de fret de Suède,. 

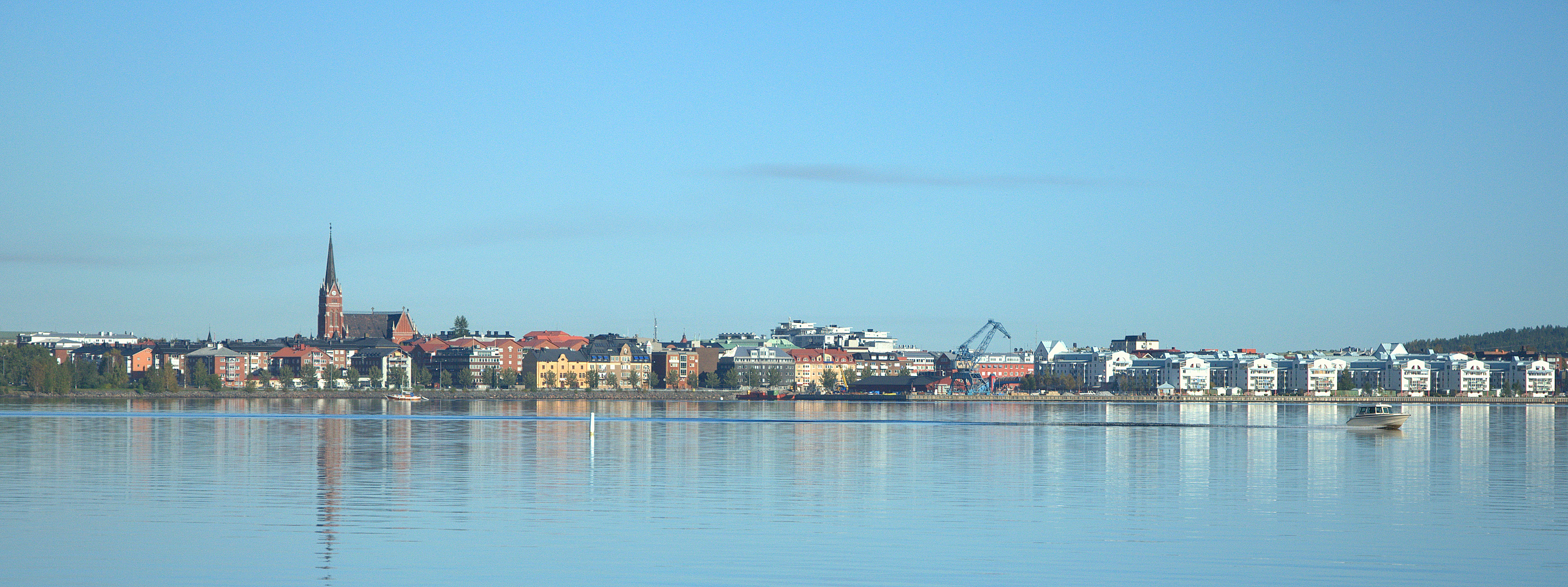
Södra Hamn.